# Opština Strumica
Strumica (makedonsky Струмица) je opština na východě Severní Makedonie. Strumica je také název města, které je centrem opštiny. Je jednou z deseti opštin v Jihovýchodním regionu.

## Geografie
Opština sousedí na jihozápadě s opštinou Valandovo, na severozápadě s opštinou Konče, na severu s opštinami Vasilevo a Bosilovo, na východě s opštinou Novo Selo a jihovýchodě s Řeckem.
Centrem opštiny je město Strumica. Pod něj spadá dalších vesnic:
| Vesnice          | Počet obyvatel |
| ---------------- | -------------- |
| Banica           | 1 137          |
| Bansko           | 1 992          |
| Belotino         | 29             |
| Čepeli           | 0              |
| Dabilje          | 1 946          |
| Dobrejci         | 1 764          |
| Dorlombos        | 117            |
| Gabrovo          | 339            |
| Gradsko Baldovci | 755            |
| Kosturino        | 1 280          |
| Kukliš           | 2 532          |
| Memešli          | 44             |
| Murtino          | 2 209          |
| Ormanli          | 34             |
| Popčevo          | 343            |
| Prosenikovo      | 1 550          |
| Raborci          | 105            |
| Rič              | 382            |
| Sačevo           | 540            |
| Svidovica        | 325            |
| Tri Vodi         | 12             |
| Vejlusa          | 1 552          |
| Vodoča           | 318            |
| Zleševo          | 0              |

## Demografie
Podle sčítání lidu z roku 2021 žije v opštině 49 955 obyvatel. Etnickými skupinami jsou:
- Makedonci – 38 949 (77,91 %)
- Turci – 3 927 (7,85 %)
- Romové – 218 (0,44 %)
- ostatní a neuvedeno – 6 901 (13,8 %)